# Грин (округ, Арканзас)
Грин (англ. Greene County) — округ, расположенный в штате Арканзас, США с населением в 37 331 человек по статистическим данным переписи 2000 года. Столица округа находится в городе Парагулд, который расположен на вершине хребта Кроули.

## История
Первым поселенцем на территории округа стал выходец из штата Кентукки Бенджамин Кроули, построивший в 1821 году свой дом в двадцати километрах к западу от нынешнего города Парагулд.
Округ Грин был сформирован 5 ноября 1833 года из частей округа Лоуренс и получил своё название в честь героя Войны за независимость США Натаниэля Грина. Впоследствии части территории округа Грин вошли в состав современных округов Клей и Крейгхед.
Первоначально центром округа было поселение на месте фермерского хозяйства Бенджамина Кроули. В 1836 году Территория Арканзас была преобразована в штат Арканзас и столица округа была перенесена в населённый пункт Парис (не следует путать с современным населённым пунктом Парис штата).
В 1848 году через территорию округа была проложена национальная автодорога и столица округа была в очередной раз перенесена в город Гейнсвилл, имевшего к тому времени репутацию криминального города из-за творившегося в нём беззакония. Центр округа Грин находился в Гейнсвилле вплоть до 1883 года, когда он был последний раз перенесён в город Парагулд, в котором и существует в настоящее время. Население Гейнсвилла выступало против переноса столицы округа в другой город, протесты жителей доходили до массовых перестрелок.
В 1888 году в Парагулде было построено здание окружного суда, функционирующее и в наши дни.

## География
По данным Бюро переписи населения США округ Грин имеет общую площадь в 1502 квадратных километра, из которых 1497 кв. километров занимает земля и 5 кв. километров — вода. Площадь водных ресурсов округа составляет 0,37 % от всей его площади.

### Соседние округа
- Клей — север
- Данклин (Миссури) — восток
- Крейгхед — юг
- Лоренс — юго-запад
- Рандолф — северо-запад

## Демография

Диаграмма распределения населения округа по возрастным диапазонам. Данные переписи населения 2000 года

По данным переписи населения 2000 года в округе Грин проживало 37 331 человек, 10 708 семей, насчитывалось 14 750 домашних хозяйств и 16 161 жилых домов. Средняя плотность населения составляла 25 человек на один квадратный километр. Расовый состав округа по данным переписи распределился следующим образом: 97,45 % белых, 0,13 % чёрных или афроамериканцев, 0,42 % коренных американцев, 0,17 % азиатов, 0,02 % выходцев с тихоокеанских островов, 1,34 % смешанных рас, 0,47 % — других народностей. Испано- и латиноамериканцы составили 1,16 % от всех жителей округа.
Из 14 750 домашних хозяйств в 33,10 % — воспитывали детей в возрасте до 18 лет, 59,20 % представляли собой совместно проживающие супружеские пары, в 9,70 % семей женщины проживали без мужей, 27,40 % не имели семей. 24,00 % от общего числа семей на момент переписи жили самостоятельно, при этом 11,00 % составили одинокие пожилые люди в возрасте 65 лет и старше. Средний размер домашнего хозяйства составил 2,49 человека, а средний размер семьи — 2,95 человека.
Население округа по возрастному диапазону по данным переписи 2000 года распределилось следующим образом: 25,20 % — жители младше 18 лет, 9,10 % — между 18 и 24 годами, 28,70 % — от 25 до 44 лет, 23,10 % — от 45 до 64 лет и 13,90 % — в возрасте 65 лет и старше. Средний возраст жителей округа составил 36 лет. На каждые 100 женщин в округе приходилось 95,30 мужчин, при этом на каждых сто женщин 18 лет и старше приходилось 91,90 мужчин также старше 18 лет.
Средний доход на одно домашнее хозяйство в округе составил 30 828 долларов США, а средний доход на одну семью в округе — 37 316 долларов. При этом мужчины имели средний доход в 27 535 долларов США в год против 20 375 долларов США среднегодового дохода у женщин. Доход на душу населения в округе составил 16 403 долларов США в год. 9,90 % от всего числа семей в округе и 13,30 % от всей численности населения находилось на момент переписи населения за чертой бедности, при этом 15,40 % из них были моложе 18 лет и 12,80 % — в возрасте 65 лет и старше.

## Главные автодороги
- US 49
- US 412
- AR 69
- AR 90

## Населённые пункты
- Делаплейн
- Лейф
- Мармадьюк
- Ок-Гров-Хайтс
- Парагулд